# سداسي سودي
سداسي سودي عبارة عن سلسلة من ستة كرات (كما هو موضح باللون الرمادي في الشكل 1)، كل منها متماس للكرات المجاورة وأيضًا لثلاثة كرات متماسة فيما بينها. في الشكل 1، الكرات الثلاثة هي الكرة الداخلية الحمراء واثنان من الكرات (غير موجودة) أعلى وأسفل المستوى الذي تقع عليه مراكز كرات السداسي. وبالإضافة إلى ذلك، تكون كرات السداسي متماسة لكرة رابعة (الكرة الخارجية الزرقاء في الشكل 1)، وهي ليست متماسة للثلاثة الآخرين.
وفقًا لنظرية نشرها فريدريك سودي في عام 1937، من الممكن دائمًا العثور على سداسي لأي اختيار من الكرات المماسية المتبادلة A و B و C. يوجد عدد لانهائي من السداسيات المرتبطة بعمليات دورانية وتصغير (أو تكبير) لكرات السداسي (الشكل 1). في هذا، فإن سداسي سودي مماثل لسلسلة شتاينر مكونة من 6 دوائر. تمشيا مع سلاسل شتاينر، تقع مراكز الكرات السداسية على مستوى واحد، على اهليج. تم اكتشاف سداسي سودي أيضًا بشكل مستقل في اليابان، كما هو موضح في ألواح سانغاكو لعام 1822 في مقاطعة كاناغاوا.

الشكل 1. عملية دوران وتحجيم لمجموعة من السداسيات (hexlets). حيث تقع مراكز الكرات على قطع ناقص وليس دائري, وبالتالي فالتحول بين الكرات في هذه الحالة اهليجي.

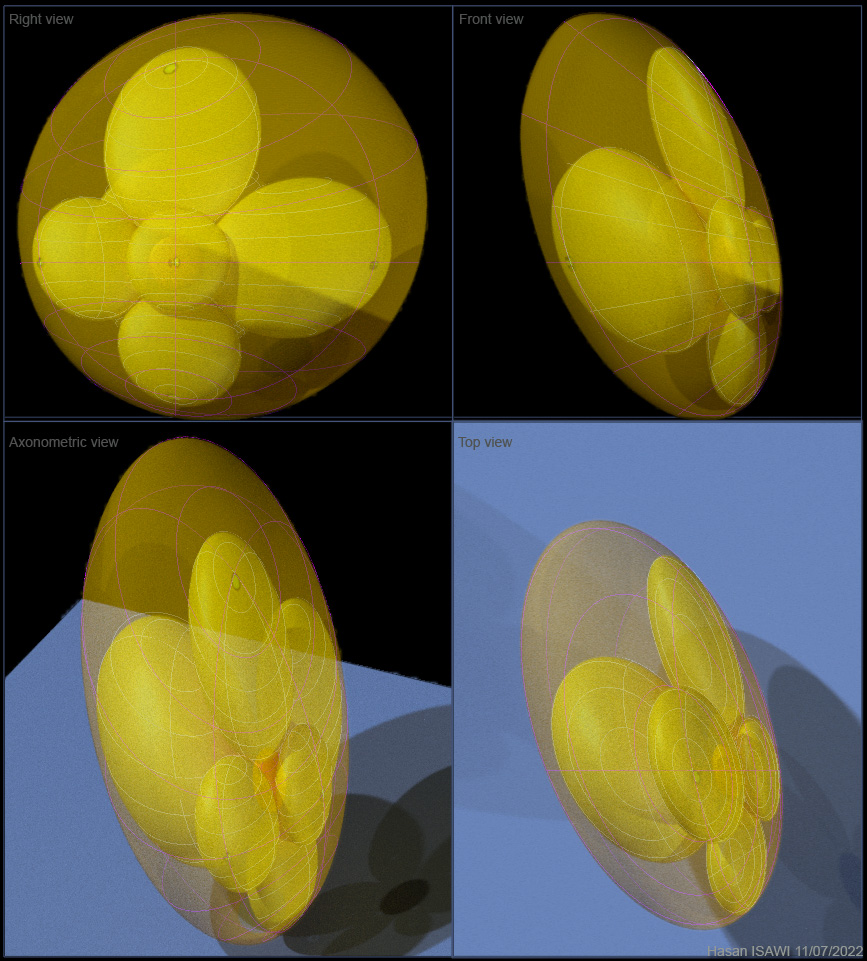
في الشكل المرفق هناك اثنين من الأسطح الإهليجية كدالتين لتحول دوري لأربعة اسطح إهليلجية غير متشابهة (non-homothetic) لبعضها البعض. ويمكن اعتبارها، من وجهة نظري، كواحدة من التكوينات البديلة لسداسية سودي. حيث الكرتين تعملان كدالتين لتحول دوري لست كرات